# فهرست کارها (فیلم)
فهرست کارها (به انگلیسی: The To Do List) یا لیست کاری فیلمی محصول سال ۲۰۱۳ و به کارگردانی مگی کری است. در این فیلم بازیگرانی همچون آبری پلازا، جانی سیمونز، بیل هیدر، عالیه شوکت، سارا استیل، اسکات پرتر، ریچل بیلسون، کریستوفر مینتس-پلس، اندی سمبرگ، دونالد گلاور، کانی بریتون، کلارک گرگ، آدام پالی، جک مک‌بریر، نولان گلد و لیز کاکوفسکی ایفای نقش کرده‌اند.